# Дом Зульфугара Гаджибекова
Дом Зульфугара Гаджибекова (азерб. Zülfüqar Hacıbəyovun evi) — двухэтажный жилой дом, принадлежавший азербайджанскому советскому композитору, Заслуженному деятелю искусств Азербайджанской ССР (1943) Зульфугару Гаджибекову. Памятник истории и культуры Азербайджана. Дом находится в городе Шуша, Азербайджан. В настоящее время пребывает в полуразрушенном состоянии.

## Описание
Жилой дом Зульфугара Гаджибекова был построен в XIX веке в городе Шуша. Зульфугар Гаджибеков является братом композитора Узеира Гаджибекова и отцом Ниязи Тагизаде-Гаджибекова. Дом расположен в одном из 17 мехелле (квартал) города Шуша — мехелле Мердинли.
До оккупации Шуши дом использовался как городской отдел образования Шуши.
В результате Первой карабахской войны в мае 1992 года город Шуша, где расположен дом, перешёл под контроль непризнанной Нагорно-Карабахской Республики. В ноябре 2020 года в результате Второй карабахской войны Азербайджан вернул контроль над городом.
В настоящее время пребывает в разрушенном состоянии.